# 1531 în literatură
- 1530 în literatură — 1531 în literatură — 1532 în literatură

Anul 1531 în literatură a implicat o serie de evenimente semnificative. 

## Cărți noi

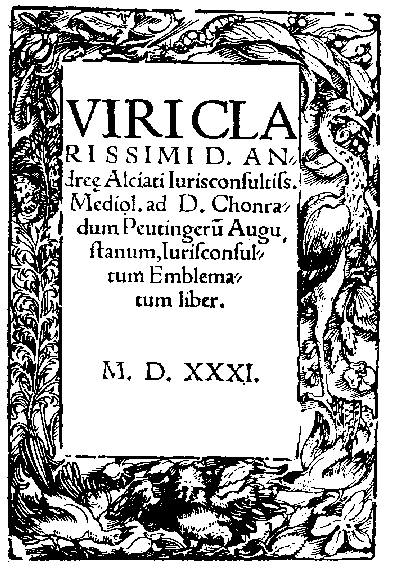
Emblemata - 1531

- Andrea Alciato - Emblemata. (la Augsburg, este prima carte cu embleme)

## Eseuri
- Niccolò Machiavelli - Discursuri

## Decese
Format:1531